# Мнацаканян, Норайр Амбарцумович
Норайр Амбарцумович (Амвросьевич) Мнацаканян (7 января 1923 — 25 марта 1986) — певец, исполнитель армянской народной и гусанской (ашугской) музыки, актер театра и кино, заслуженный артист Армянской ССР (1965).

## Биография
Родился 7 января 1923 года в Ереване. Унаследовал любовь к традиционной музыке от своих родителей, а свою первую премию Мнацаканян получил на конкурсе молодых исполнителей в Москве в 1936 году.
Мнацаканян начал свою карьеру, как актёр и певец в Театре музыкальной комедии имени Акопа Пароняна. Мнацаканян первый на сцене Армении сыграл роль Гикора в одноимённом спектакле по мотивам известного произведения Ованеса Туманяна. Мнацаканян работал с такими выдающимися режиссёрами Театра, как Армен Гулакян. В Национальный академическом театре имени Габриэла Сундукяна, Мнацаканян оказался рядом с такими известными артистами армянского театрального искусства, как Ваграм Папазян, Рачия Нерсесян, Авет Аветисян, Амвросий Хачанян, Бабкен Нерсесян, Метаксия Симонян, а позднее — Фрунзик Мкртчян и Хорен Абрамян.
Ваграм Папазян, увидев попытку исполнения Мнацаканяном роли Отелло в одноименной трагедии Уильяма Шекспира, высоко оценил мастерство исполнения и истолкования роли, а заодно предвестил будущее в актёрской деятельности. Позднее Мнацаканян сыграл одну из главных ролей в фильме «Человек из Олимпа» (Арменфильм, 1974).
Желая получить более практическую профессию, Норайр Мнацаканян окончил филологический факультет Ереванского государственного университета, где получил степень магистра гуманитарных наук. По окончании обучения, Мнацаканян защитил диссертацию на тему «Лирическая поэзия произведений Саят-Новы в армянском литературном обществе».
Продолжая карьеру журналиста и независимого писателя, Мнацаканян составил антологию, куда вошли небольшие новеллы, относящиеся к старому Еревану, в которых описывался образ жизни горожан, их обычаи и традиции. Статьи Мнацаканяна-журналиста и критические заметки на различные темы армянского искусства и культуры часто появлялись на страницах периодических изданий. Одна из наиболее новаторских статей была посвящена известным армянским игрокам на дудуке прошлого и настоящего: Маргарy Маргаряну, Левону Мадояну, Ваче Овсепяну и Дживану Гаспаряну.
В 1985 году на 1-й программе Армянского Телевидения Мнацаканян был ведущим программы, которая была посвящена стилистическим особенностям игры на армянском народном инструменте дудук и наиболее выдающимся игрокам на нём.
Татул Алтунян, внёсший большой вклад в армянскую народную музыку, пригласил Мнацаканяна в Государственную Филармоническую Капеллу для исполнения сольных партий. Здесь Мнацаканяну посчастливилось работать с Араксией Гюльзадян и Вардуи Хачатрян.
Отдельно от исполнения репертуара с произведениями Саят-Новы, Норайр Мнацаканян в этот период исполнял традиционные песни Шерама, Ашота, Дживани, Аваси, а также известные компиляции городского фольклора.
Саят-Нова занимал особое место в репертуаре певца. Мнацаканян исполнял его песени под композиторским началом Арама Мерангуляна.
Выступления Мнацаканяна стали более известны публике после того, как Арам Мерангулян пригласил вокалиста для исполнения сольных партий в Ансамбле народных армянских инструментов на 1-й программе армянского телевидения.
Песни в исполнении Мнацаканяна можно встретить в различных армянских и советских кинокартинах, таких как «Цвет граната» режиссёра Сергея Параджанова (1969), посвящённому жизни Саят-Новы.
Исполнение традиционного «Дле Яман» проявилось в музыкальном сопровождении фильма Андрю Голдберга «Армянские Американцы» (2000).
Снят ряд документальных фильмов с использованием выступлений Мнацаканяна о жизни и деятельности певца.
В течение своего жизненного пути, исполнитель записал более двух сотен народных и гусанских песен, все из которых хранятся как реликвии в Музее государственного радио и телевидения Армении. Выступления Мнацаканяна проложили путь к успеху многих исполнителей народного фольклора.
Мнацаканян гастролировал во многих республиках Советского Союза и по многим зарубежным странам. Во время своих гастролей по Ближнему Востоку, Норайр Мнацаканян получил почетный орден от короля Иордании — Хусейна ибн Талала после того, как Хусейн и его жена, Королева Нур, посетили его концерт в Аммане. По возвращении с гастролей удостоился именной благодарности и почетной грамоты лично от министра культуры СССР Екатерины Фурцевой «за достойную пропаганду музыкального исполнительского искусства Советской Армении за рубежом». Исполнение песен Саят-Новы также принесло Норайру Мнацаканяну высшую награду на Фестивале народной музыки в Лионе, во Франции (1981). После этого, Мнацаканян выступал в Консерватории Люксембурга по многочисленным просьбам представителей армянских общин, проживающих в разных странах мира; особенно по просьбам армян Бельгии и армян Нидерландах.
На ежегодной церемонии вручения наград Armenian Music Awards, проходившей в Лос-Анджелесе (Калифорния) в 1999, Мнацаканян уже посмертно получил почётную премию за весомый вклад и пожизненные достижения в области армянской народной музыки. Его альбом народной и гусанской музыки Husher (Воспоминания) (Parseghian Records, 1999) был признан лучшим альбомом года.

## Творческая деятельность
Оказал большое влияние на современное исполнительское искусство армянской народной музыки в эпоху её становления. Благодаря своему баритону, глубоким познаниям армянского фольклора, языку и литературному мастерству, талант Мнацаканяна был широко признан среди писателей, музыковедов и любителей армянской народной музыки.
Мнацаканян был первым среди исполнителей армянской народной и гусанской музыки, применившим к ней новый подход. В соответствии с установленными обычаями любого национального фольклора, музыка народной и гусанской (ашугской) школ была исполнена в грубой, неотшлифованной манере, отдаленной от современных реалий армянского народа, его современных сущностей и ценностей.
Профессиональные исполнители классической музыки и оперы также старались воспроизвести народную музыку в своем творчестве. Тем не менее, исполнение народных песен профессионалами только отдалило их от армянской публики, так как аутентичность и подлинность армянской народной музыки было невозможно передать и донести с помощью такого недосягаемого, элитарного жанра как опера.
Мнацаканян подошёл к произведениям армянской гусанской и народной музыки с лиризмом и поэтичностью. Он был первый, кто предал этому жанру окраску самобытности и артистизма. Мнацаканян умел просто и гармонично передать чувства и эмоции авторов через лирическое исполнение их произведений. В то же время, Мнацаканян постарался искоренить провинциальные мотивы в музыкальных произведениях и наполнить их более высокими формами видения и музыкальной экспрессии. Мнацаканян сумел объединить лирические настроения и переживания авторов.
Мнацаканян также исполнял работы известных армянских композиторов, песни которых были переплетены с лирикой таких армянских поэтов, как Ованес Туманян, Аветик Исаакян, Ованес Шираз и Ваан Терьян. Выдающийся поэт Аветик Исаакян, высоко оценил вклад Мнацаканяна в армянское исполнительское искусство и провозгласил его «бархатным голосом» Армении. Дереник Демирчян восхищался песнопениями Норайра в больших поэтических кругах старого Еревана, называя его уникальным вокальным исполнителем народного сознания. На декаде армянского искусства, проходившей в Москве в 1956-м году, манеру исполнения Мнацаканяна также высоко оценили такие выдающиеся деятели искусств как Арам Хачатурян, Фаина Раневская и Марк Бернес. «Подобно Саят-Нове, он не стал придворным певцом, а прожил нераздельной болью своего народа. Именно поэтому песнопение Норайра Мнацаканяна является чувственным апофеозом армянской души» - так выразился о творчестве Мнацаканяна кинорежиссёр Сергей Параджанов. Сам будучи искусствоведом и большим знатоком литературы, Мнацаканян всегда придавал большое значение объединению мелодии и стихов в единое целое.